# Bahnstrecke Tháp Chàm–Đà Lạt
| Bahnhof von Tháp Chàm Im Vordergrund die Ausfahrt auf die Bahnstrecke Tháp Chàm–Đà Lạt, die hier mit abgestellten Fahrzeugen zugestellt ist. |                     |                           |                      |
| Streckenlänge: | 84 km               |                           |                      |
| Spurweite: | 1000 mm (Meterspur) |                           |                      |
| |                     |                           |                      |
| \| \| \| von Saigon \| \| \| \| 0 \| Tháp Chàm \| 32 m \| \| \| \| nach Hanoi \| \| \| \| 22 \| Tan-My \| Tan-My \| \| \| 41 \| Sông Pha (Krongpha) \| 186 m \| \| \| \| Beginn Zahnstange (120 ‰) \| \| \| \| \| Tunnel Nr. 1 (163 m) \| \| \| \| 47 \| Co Bo (Kaneu/K’Beu) \| 663 m \| \| \| \| Tunnel Nr. 2 (70 m) \| \| \| \| \| Ende Zahnstange (120 ‰) \| \| \| \| 51 \| Eo Gio (Bellevue) \| 991 m \| \| \| 56 \| Đơn Dương (Dran) \| 1016 m \| \| \| \| Beginn Zahnstange (115 ‰) \| \| \| \| \| Ende Zahnstange (115 ‰) \| \| \| \| 62 \| Tram Hanh (Arbre Broyé) \| 1514 m \| \| \| \| Tunnel Nr. 3 (630 m) \| \| \| \| 66 \| Cau Dat (Entrerays) \| 1466 m \| \| \| \| Tunnel Nr. 4 (98 m) \| \| \| \| \| Tunnel Nr. 5 (129 m) \| \| \| \| 72 \| Da Tho (Le Bosquet) \| 1402 m \| \| \| \| Beginn Zahnstange (60 ‰) \| \| \| \| \| Ende Zahnstange (60 ‰) \| \| \| \| 77 \| Trại Mát \| 1550 m \| \| \| \| \| \| \| \| 84 \| Đà Lạt \| 1488 m \| |                     |                           |                      |
| Strecke |                     | von Saigon                | von Saigon           |
| Bahnhof | 0                   | Tháp Chàm                 | 32 m                 |
| Abzweig ehemals geradeaus und nach links |                     | nach Hanoi                | nach Hanoi           |
| Bahnhof (Strecke außer Betrieb) | 22                  | Tan-My                    | Tan-My               |
| Bahnhof (Strecke außer Betrieb) | 41                  | Sông Pha (Krongpha)       | 186 m                |
| |                     | Beginn Zahnstange (120 ‰) |                      |
| Tunnel (Strecke außer Betrieb) |                     | Tunnel Nr. 1 (163 m)      | Tunnel Nr. 1 (163 m) |
| Bahnhof (Strecke außer Betrieb) | 47                  | Co Bo (Kaneu/K’Beu)       | 663 m                |
| Tunnel (Strecke außer Betrieb) |                     | Tunnel Nr. 2 (70 m)       | Tunnel Nr. 2 (70 m)  |
| |                     | Ende Zahnstange (120 ‰)   |                      |
| Bahnhof (Strecke außer Betrieb) | 51                  | Eo Gio (Bellevue)         | 991 m                |
| Bahnhof (Strecke außer Betrieb) | 56                  | Đơn Dương (Dran)          | 1016 m               |
| |                     | Beginn Zahnstange (115 ‰) |                      |
| |                     | Ende Zahnstange (115 ‰)   |                      |
| Bahnhof (Strecke außer Betrieb) | 62                  | Tram Hanh (Arbre Broyé)   | 1514 m               |
| Tunnel (Strecke außer Betrieb) |                     | Tunnel Nr. 3 (630 m)      | Tunnel Nr. 3 (630 m) |
| Bahnhof (Strecke außer Betrieb) | 66                  | Cau Dat (Entrerays)       | 1466 m               |
| Tunnel (Strecke außer Betrieb) |                     | Tunnel Nr. 4 (98 m)       | Tunnel Nr. 4 (98 m)  |
| Tunnel (Strecke außer Betrieb) |                     | Tunnel Nr. 5 (129 m)      | Tunnel Nr. 5 (129 m) |
| Bahnhof (Strecke außer Betrieb) | 72                  | Da Tho (Le Bosquet)       | 1402 m               |
| |                     | Beginn Zahnstange (60 ‰)  |                      |
| |                     | Ende Zahnstange (60 ‰)    |                      |
| Kopfbahnhof Strecke bis hier außer Betrieb | 77                  | Trại Mát                  | 1550 m               |
| Kulminations-/Scheitelpunkt |                     |                           |                      |
| Kopfbahnhof Streckenende | 84                  | Đà Lạt                    | 1488 m               |

Die Bahnstrecke Tháp Chàm–Đà Lạt war eine 84 Kilometer lange meterspurige Eisenbahnstrecke in Vietnam, die die Stadt Da Lat mit der Nord-Süd-Bahn des Landes verband. Ein Reststück wird im touristischen Verkehr betrieben.

## Geschichte

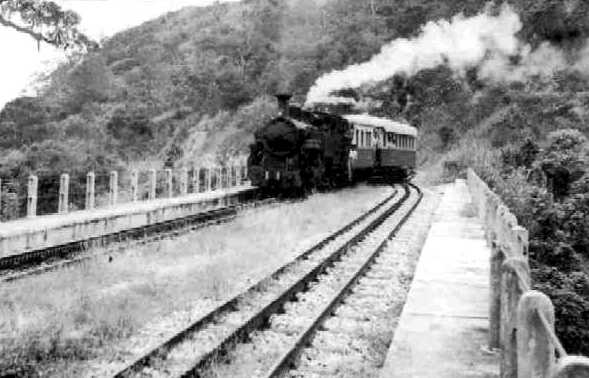
Zug während der französischen Kolonialzeit

Paul Doumer (1857–1932), Generalgouverneur von Französisch-Indochina seit 1897 und später französischer Staatspräsident, legte 1898 ein Gesamtkonzept für ein Eisenbahnnetz für die Kolonie vor. Es umfasste auch Verbindungen von einer Nord-Süd-Bahn in westliche Richtung, die auf Laos und Kambodscha zielten. Die Strecke Tháp Chàm–Đà Lạt wurde als Staatsbahn der französischen Kolonie Indochina zwischen 1908 und 1932 in drei aufeinander folgenden Abschnitten errichtet. Der erste, von Tháp Chàm nach Tân Mỹ ging 1913, der zweite von dort nach Sông Pha 1919 in Betrieb. Die Bergstrecke von Sông Pha nach Đà Lạt folgte erst 1932. Die lange Bauzeit erklärt sich aus den schwierigen Geländeverhältnissen. So musste die Strecke in drei Abschnitten als Zahnradbahn erbaut werden und fünf Tunnel waren erforderlich. Die Adhäsionsstrecken wiesen Steigungen bis zu 25 ‰ auf. Für den Bau der Steilstrecken wurden schwedische Ingenieure verpflichtet, die Erfahrung im Bau solcher Anlagen hatten. Im Abschnitt von Sông Pha nach Eo Gio (Bellevue), einer Strecke von nur zehn Kilometer, mussten Steigungen bis zu 120 ‰ überwunden werden. Hier weist die Strecke ihren ersten 8,5 km kangen Zahnstangenabschnitt auf. Erst 1928 war dieser befahrbar. Die wieder relativ flache Strecke von Eo Gio nach Đơn Dương (Dran) konnte dagegen bereits 1929 fertig gestellt werden. Dem folgte bis 1930 der nächste Steilabschnitt von Đơn Dương nach Tram Hanh (Arbre Broyé) mit einer Steigung von 115 ‰, der wiederum auf ca. 5 km Länge mit Zahnstangen ausgerüstet war. Zwischen Tram Hanh und Da Tho (Le Bosquet) waren drei Tunnel erforderlich und zwischen Da Tho und Trại Mát folgte der dritte Abschnitt mit Zahnstange. Hier hat die Strecke eine Steigung von 60 ‰. Insgesamt wies die Strecke ca. 15 km Zahnstange auf. Von Trại Mát ging es als Adhäsionsbahn weiter bis Đà Lạt, wo der Eröffnungszug am 8. Dezember 1932 einfuhr. Bei einer Gesamtlänge von 84 km überwand die Strecke auf einer Länge von 43 km ca. 1400 m Höhenunterschied. Die Kosten für die Strecke betrugen 200 Mio. Französische Franken.

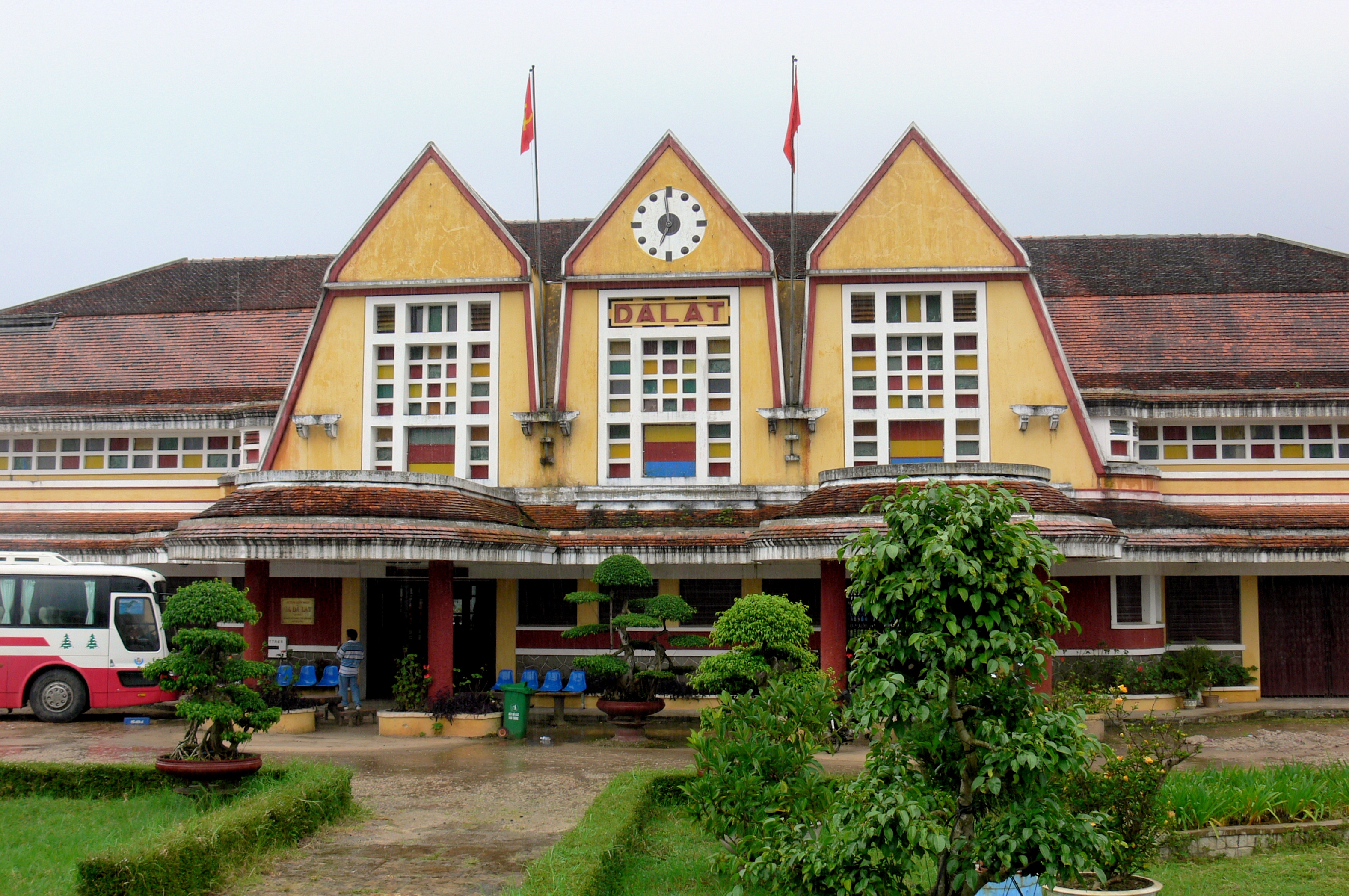
Empfangsgebäude Đà Lạt, Straßenseite

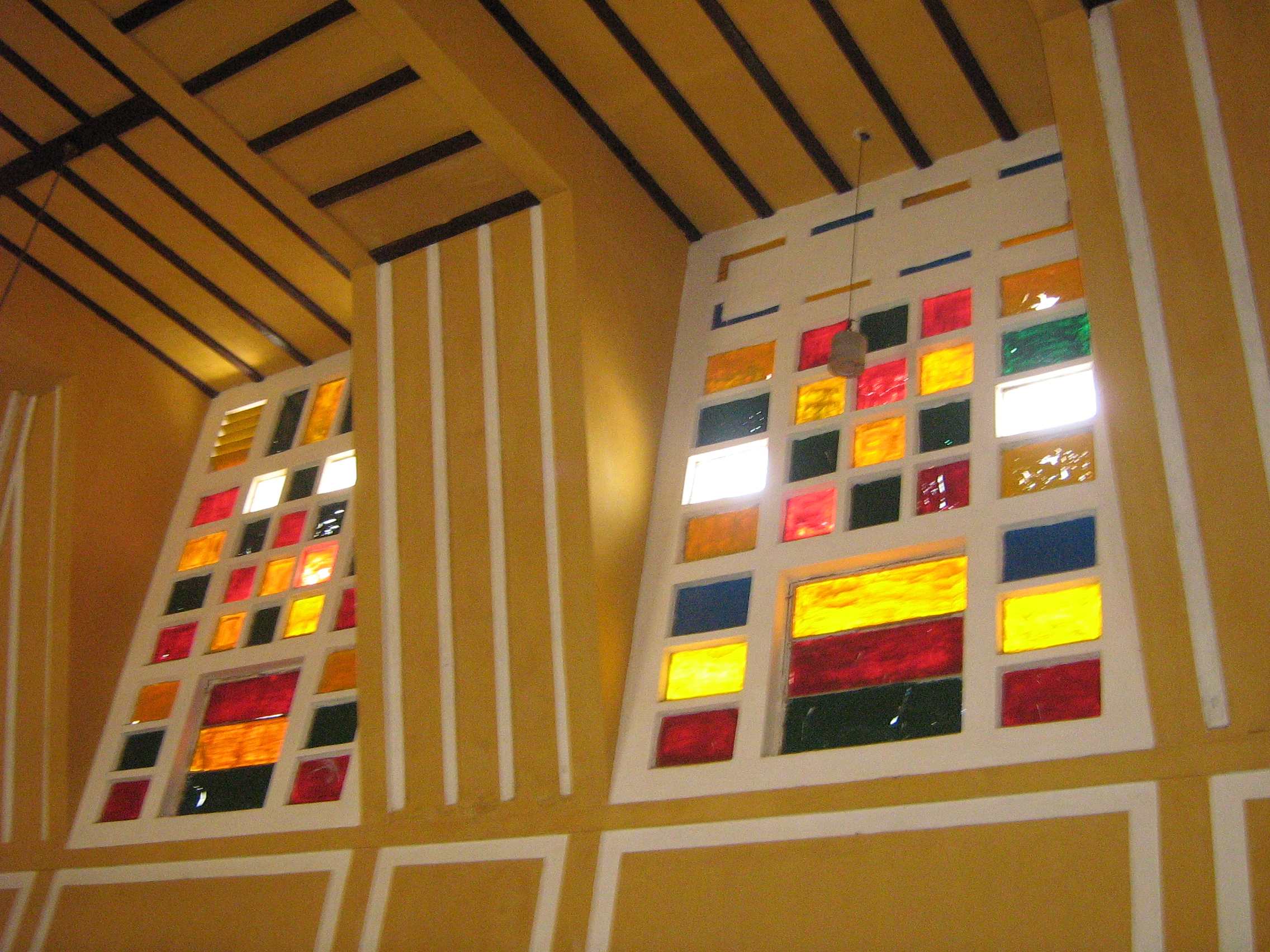
Buntglasfenster im Empfangsgebäude von Đà Lạt

Bemerkenswert ist das Empfangsgebäude des Bahnhofs Đà Lạt aus dem Jahr 1938. Es wurde von den französischen Architekten Moncet und Reveron in den Formen des Art déco konzipiert. Als Vorbild wird der Bahnhof von Trouville-Deauville genannt, was aber eher auf die drei Giebel als auf den Baustil zurückzuführen ist. Die Giebel des Empfangsgebäudes in Đà Lạt zitieren ein architektonisches Merkmal der Dorfgemeinschaftshäuser des zentralen vietnamesischen Hochlandes. Das außergewöhnliche Gebäude ist heute ein Kulturdenkmal.

## Betrieb

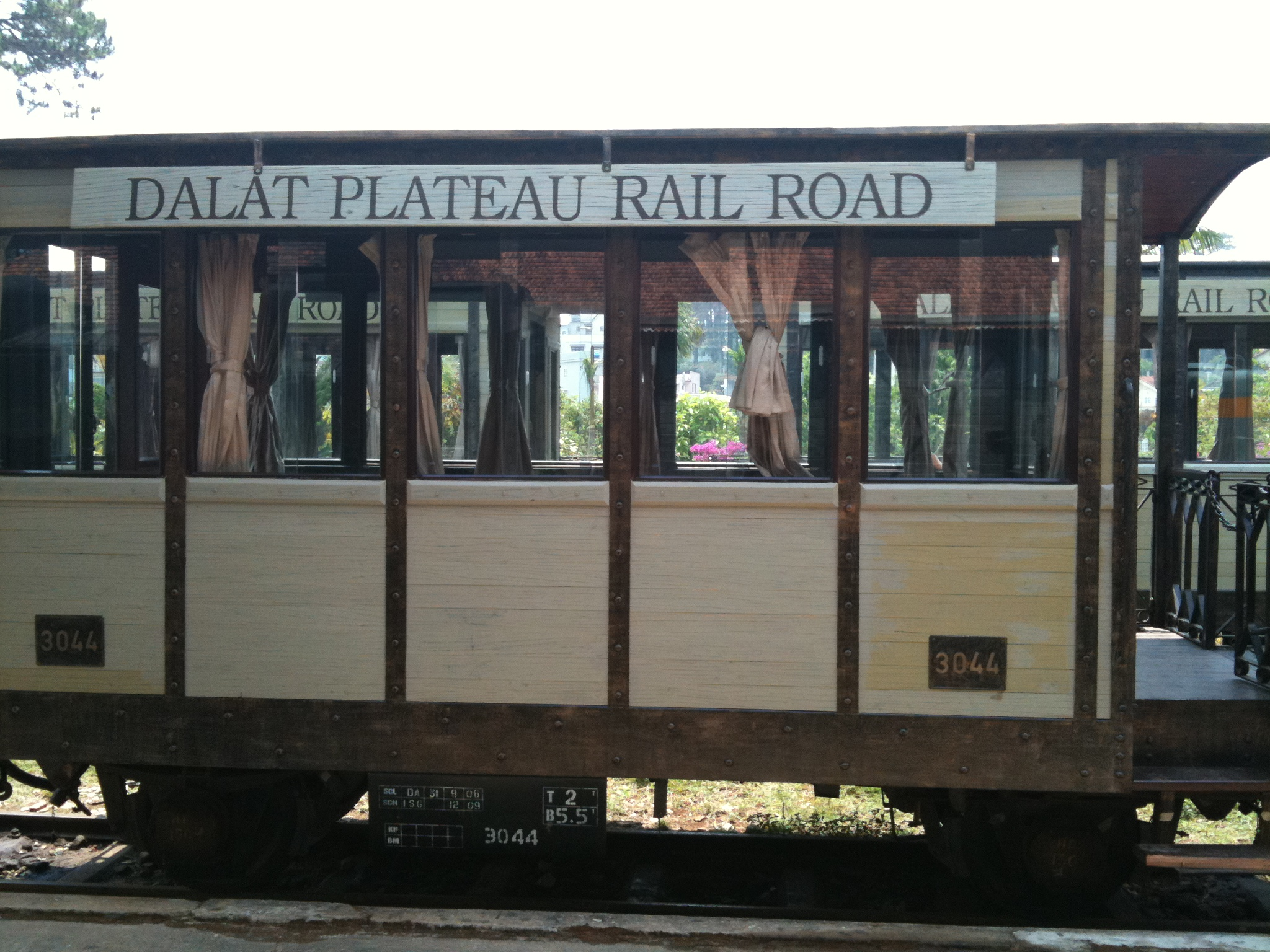
Wagen für den touristischen Betrieb nach 1990

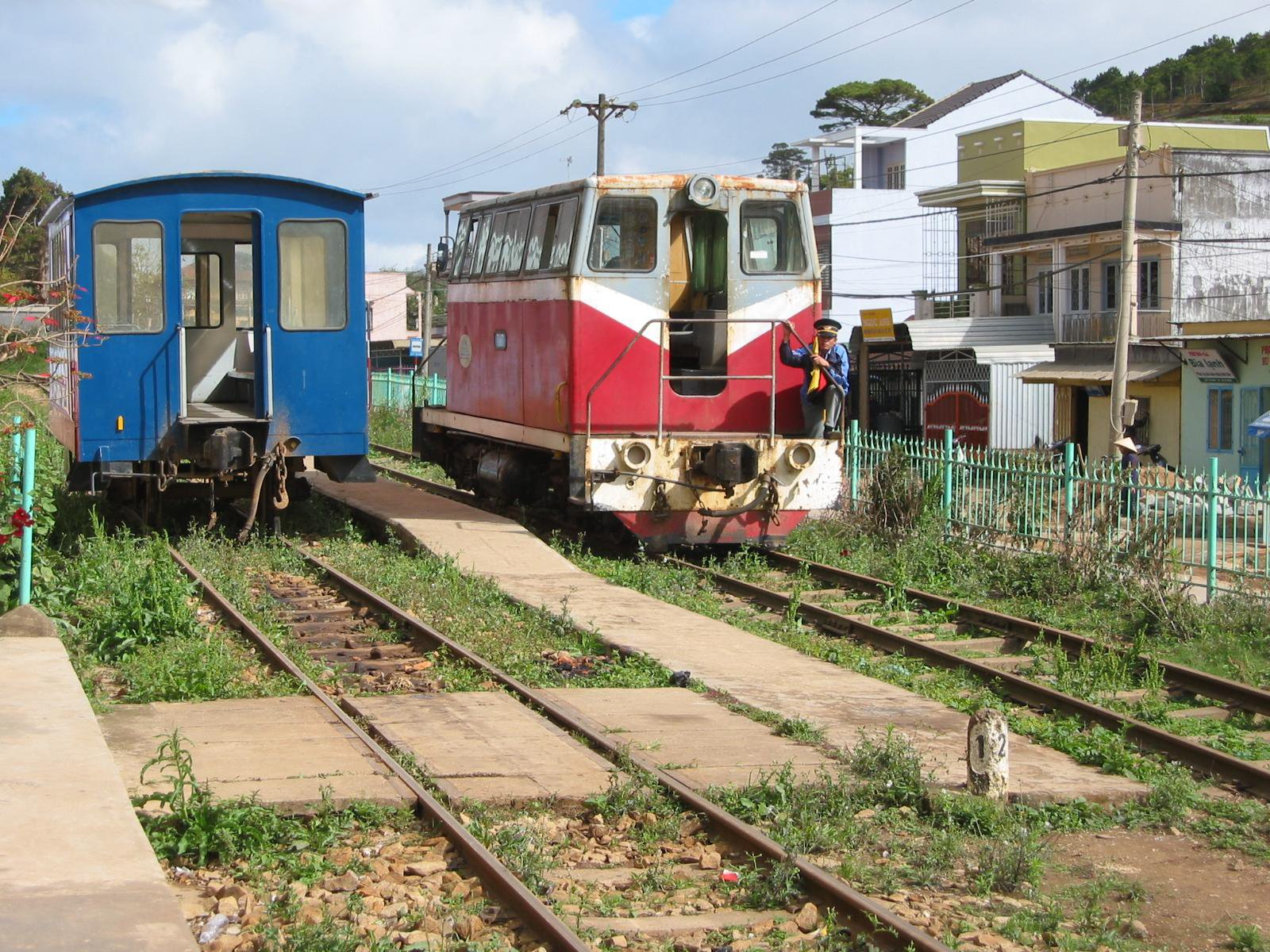
Diesellokomotive rangiert im Bahnhof von Trại Mát vor den Touristenzug

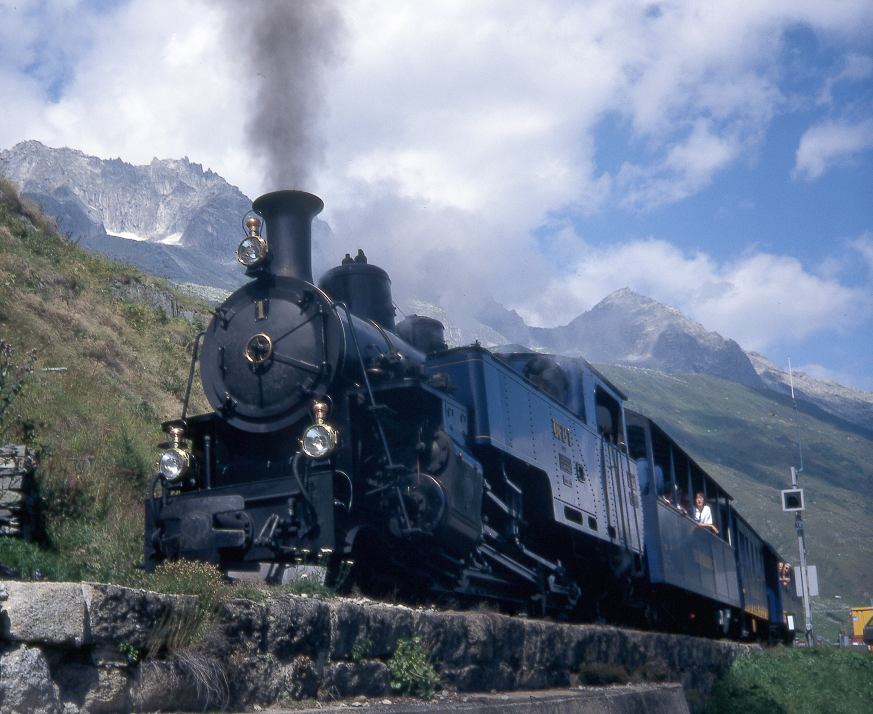
DFB 1: In der Schweiz gebaut, nach Vietnam verkauft und jetzt wieder auf der Dampfbahn Furka-Bergstrecke (DFB) unterwegs.

Die Zahnrad-Dampflokomotiven des Typs HG 4/4 – insgesamt neun Stück – wurden zwischen 1923 und 1930 von der Schweizerischen Lokomotiv- und Maschinenfabrik (SLM) in Winterthur bezogen. Zwei Maschinen davon, Nummer 706 und 707, baute die Maschinenfabrik Esslingen, sie wurden jedoch ebenfalls über die SLM ausgeliefert. Bereits 1904 wurde erwogen, die Strecke zu elektrifizieren, da in der Umgebung die Voraussetzungen gegeben waren, um ein entsprechend dimensioniertes Wasserkraftwerk zu errichten. In den Folgejahren gab es dazu immer wieder Überlegungen, die aber nie umgesetzt wurden.
Nachdem im Zweiten Weltkrieg vier der HG 4/4 zerstört worden waren, konnten die Chemins de Fer Indochinois (CFI) 1947 vier ebenfalls von SLM stammende Dampflokomotiven HG 3/4 aus dem Bestand der Schweizer Brig-Furka-Disentis-Bahn (BFD), später: Furka-Oberalp-Bahn (FO), kaufen, da die BFD ihre Strecken kurz zuvor elektrifiziert hatte. Sie erhielten die Nummern 31-201 bis 31-204. Die Wracks dieser Fahrzeuge wurden 1990 von der Dampfbahn Furka-Bergstrecke (DFB) gekauft, die zwei der Lokomotiven wieder für den Fahrbetrieb aufarbeiten konnte. Sie werden dort jetzt im Planverkehr eingesetzt. Zwei der ursprünglichen HG 4/4 (704 und 708) und Teile einer dritten Lokomotive wurden ebenfalls zurückgeführt. Die HG 4/4 704 wurde in 12 Jahren komplett aufgearbeitet und steht seit Juni 2019 im Planbetrieb der DFB. Die HG 4/4 708 ist seit Juli 2024 wieder betriebsfähig.
Während des Vietnamkrieges wurde nach Angriffen des Viet Kong auf die Strecke der Betrieb 1968 eingestellt.  Nach dem Sieg Nordvietnams 1975 wurde die Eisenbahninfrastruktur demontiert, um die Bahnstrecke Hanoi–Ho-Chi-Minh-Stadt reparieren zu können.
In den 1990er Jahren wurde der 7 km lange Abschnitt zwischen Đà Lạt und Trại Mát als Touristenattraktion wieder aufgebaut. Hier verkehren Züge unter der Bezeichnung "Dalat Plateau Rail Road". Ein vollständiger Wiederaufbau der Strecke wurde erwogen. November 2019: Die Behörden der Provinz Lam Dong planen die 84 km lange Eisenbahnverbindung zwischen Thap Cham und der Stadt Da Lat auf der ursprünglichen Streckenführung wieder neu zu bauen. Es werden Mittel in Höhe von ca. 340 Millionen Dollar bereitgestellt.